# Golo Mann
Angelus Gottfried Thomas "Golo" Mann, född den 27 mars 1909 i München, död den 7 april 1994 i Leverkusen, var en tysk historiker, filosof och författare. 
Han var son till den tyske romanförfattaren Thomas Mann och bror till Klaus Mann och Erika Mann. 
Mann bodde tidvis i ett kulturkollektiv i Brooklyn tillsammans med bland annat W.H. Auden och Christopher Isherwood.

## Böcker på svenska
- 1957 – Amerikas anda: orientering i vår tids amerikanska tänkande och handlande
- 1969 – Tysklands historia under fem decennier: Weimarrepubliken, Tredje riket, de två republikerna
- 1971 – Ur Tysklands historia under två århundraden : essayer

## Priser och utmärkelser
- Georg Büchner-priset 1968
- Schiller-Gedächtnispreis 1977
- Goethepriset 1985